# Albatrellus borneensis
Albatrellus borneensis är en svampart som beskrevs av Corner 1989. Albatrellus borneensis ingår i släktet Albatrellus och familjen Albatrellaceae.   Inga underarter finns listade i Catalogue of Life.